# Crónica de Dalimil

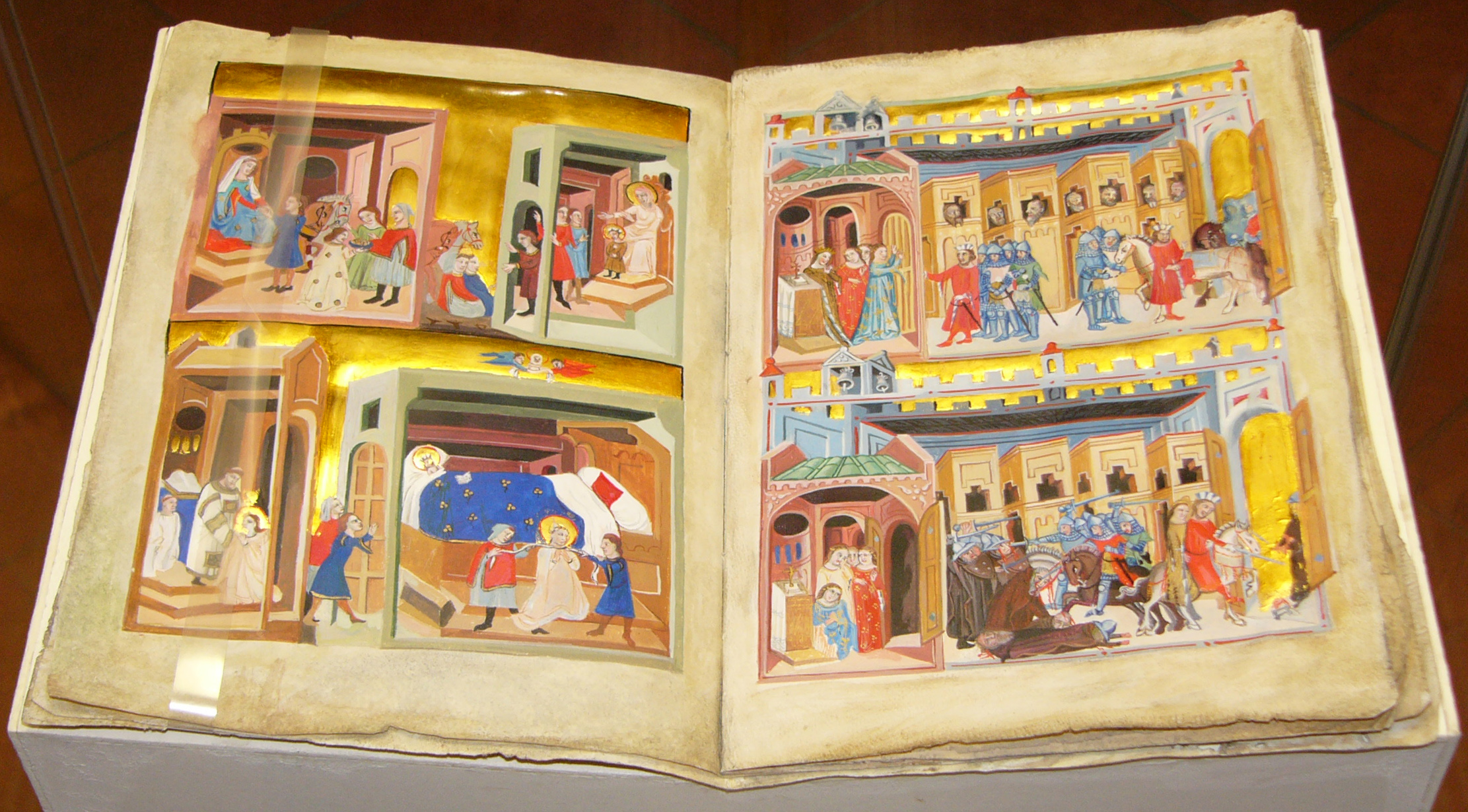
Facsímil del manuscrito latino de la Crónica de Dalimil.

La Crónica de Dalimil (checo: Dalimilova kronika) o Crónica del Pseudo-Dalimil (checo: Kronika tak řečeného Dalimila) es la primera crónica escrita en lengua checa. Fue redactada poco después de 1310. Su nombre se debe a que en el siglo XVI fue atribuida por error a un clérigo llamado Dalimil de Meziříčí (Dalimil Meziříčský). Aunque esta atribución está actualmente descartada, se ha mantenido el nombre.

## Autor y fecha
Su autor es posiblemente un noble de la Bohemia nororiental, aunque se desconoce su verdadera identidad. La obra defiende los intereses de la nobleza latifundista, recelando de la creciente influencia de la burguesía alemana en Bohemia.
El cuerpo principal de la obra —106 capítulos— fue compuesto, según Bruno Meriggi, entre 1308 y 1314. Cuatro capítulos adicionales fueron añadidos posteriormente, entre 1315 y 1318.
En 1541, el erudito Václav Hájek atribuyó la autoría de la Crónica a un clérigo llamado Dalimil de Meziříčí (Dalimil Meziříčský). Esta hipótesis esta hoy completamente descartada, a pesar de lo cual la obra se ha continuado denominando "Crónica de Dalimil".

## Contenido
El argumento de la Crónica de Dalimil es la historia del pueblo checo. La obra comienza con el episodio bíblico de la torre de Babel y llega hasta el advenimiento al trono de Juan de Luxemburgo, en 1310. Se compone de 106 capítulos. Una de sus fuentes principales es la Crónica checa (Chronica Boemorum), escrita en latín por Cosmas de Praga a comienzos del siglo XII. Para los acontecimientos más recientes, el autor utiliza su propia experiencia, así como otras fuentes que no se conservan en la actualidad. Se ha señalado, sin embargo, que en su texto existen numerosos errores y confusiones.
La obra tiene una clara función propagandística. Exalta el nacionalismo checo y ataca con dureza la influencia alemana en Bohemia, que afectaba especialmente a la nobleza y al alto clero. La crónica concluye con una exhortación al nuevo monarca, Juan de Luxemburgo, a defender los intereses de su nación.

## Estilo
La Crónica está escrita en versos de longitud variable, con un lenguaje cercano al popular.

## Difusión
La obra alcanzó gran difusión en su época. No se conservan, sin embargo, manuscritos originales en checo. Se sabe que fue traducida al alemán y al latín. En latín está el único manuscrito conservado de la obra, recientemente descubierto.
La primera edición impresa data de 1620. Posteriormente cayó en el olvido. En 1786 fue de nuevo publicada, esta vez por František Faustin Procházka (1749-1809), y en los años sucesivos contribuyó no poco al renacimiento del nacionalismo checo. En 1823, Václav Hanka (1791-1861) intentó publicar la obra, pero la censura se lo impidió a causa del intenso sentimiento antialemán que impregna la Crónica. Hanka publicó la obra en Leipzig. Posteriormente, se produciría una cierta relajación de la censura y finalmente la obra podría aparecer también en Praga.

## Manuscritos
En 2005, el investigador François Avril descubrió, en París, un fragmento de una traducción de la crónica al latín, desconocida hasta el momento. Este manuscrito fue adquirido el mismo año por la Biblioteca Nacional de Praga. Se piensa que el traductor puede ser originario del norte de Italia, y que habría actuado por encargo del emperador Carlos IV.